# ゲイル・ハニカット
ゲイル・ハニカット（Gayle Hunnicutt, 本名：Virginia Gayle Hunnicutt、1943年2月6日 - 2023年8月31日）は、アメリカ合衆国の女優。
テキサス州フォートワース出身。
テキサスクリスチャン大学とカリフォルニア大学ロサンゼルス校に学ぶ。モデルを経て、1966年に女優デビュー。魅力的なヒロインを演じた。
1968年にイギリス人俳優のデヴィッド・ヘミングスと結婚したが、1975年に離婚。1978年にイギリス人ジャーナリストのサイモン・ジェンキンスと再婚した（2009年に離婚）。ヘミングスと結婚してからは、イギリスを拠点として活動した。
2023年8月31日、80歳で死去。

## 主な出演作品

### 映画
- ワイルド・エンジェル The Wild Angels (1966)
- 野良犬の罠 P.J. (1967)
- 華麗な共犯者 The Smugglers (1968) テレビ映画
- 猫 Eye of the Cat (1969)
- かわいい女 Marlowe (1969)
- ポンペイ殺人事件 Fragment of Fear (1970)
- ラブ・マシーン The Love Machine (1971) クレジットなし
- スコルピオ Scorpio (1973)
- ヘルハウス The Legend of Hell House (1973)
- 赤い夜 Nuits rouges (1974)
- らせん階段 The Spiral Staircase (1975)
- ビッグ・マグナム77 Una magnum special per Tony Saitta (1976)
- 暗殺者を撃て The Sell Out (1976)
- フラッシュポイント・アフリカ/反逆の大地 Flashpoint Africa (1980)
- シルビア・クリステルの  キス・オブ・ゴールド/華麗なる女の闘い The Million Dollar Face (1981) テレビ映画
- 0011ナポレオン・ソロ2 帰ってきたナポレオン・ソロ The Return of the Man from U.N.C.L.E. (1983) テレビ映画
- ターゲット Target (1985)
- ドリーム・ラバー Dream Lover (1986)
- ストロング・メディスン Strong Medicine (1986) テレビ映画
- マジカル・クリスマス/狂気の暴走ライダー Turnaround (1987)
- ガラスの中の私 Zwei Frauen (1989)
- 惑星アルカナル/宇宙からの使者 Es ist nicht leicht, ein Gott zu sein (1989)

### テレビドラマ
- ミスター・ロバーツ Mister Roberts (1966)
- じゃじゃ馬億万長者 The Beverly Hillbillies (1966)
- 家主さんはナイスガイ Hey, Landlord (1966)
- かわいい妻ジュリー Love on a Rooftop (1966)
- それ行けスマート Get Smart (1967)
- 恋愛専科/アメリカ式愛のテクニック Love, American Style (1971)
- 華麗な探偵ピート&マック Switch (1975)
- テンプラーの華麗な冒険 Return of the Saint (1979)
- イントレピッドと呼ばれた男 A Man Called Intrepid (1979) ミニシリーズ
- 火星年代記 The Martian Chronicles (1980) ミニシリーズ
- ファントマ Fantômas (1980) ミニシリーズ
- ラブ・ボート The Love Boat (1980)
- マット・ヒューストン Matt Houston (1982)
- TAXI Taxi (1983)
- ファンタジー・アイランド Fantasy Island (1983)
- 私立探偵フィリップ・マーロウ Philip Marlowe, Private Eye (1983)
- ロアルド・ダール劇場/予期せぬ出来事 Tales of the Unexpected (1983)
- シャーロック・ホームズの冒険 The Adventures of Sherlock Holmes (1984)
- 炎のエマ A Woman of Substance (1985) ミニシリーズ
- ライム・ストリート Lime Street (1986)
- ダラス Dallas (1989-1991)
- スクリーン・トゥー Screen Two (1993)
- ハリウッド・ナイトメア Tales from the Crypt (1996)